# 매포어상천로
매포어상천로(Maepoeosangcheon-ro)는 충청북도 단양군 하시삼거리에서 출발하여 매포읍을 거쳐 어상천면까지 연결하는 도로이다.

## 주요 경유지
충청북도
- 단양군 (매포읍 - 어상천면)

## 노선
| 이름                 | 접속 노선                   | 소재지 | 소재지   | 비고 |
| -------------------- | --------------------------- | ------ | -------- | ---- |
| 하시삼거리           | 국도 제5호선 (단양로)       | 단양군 | 매포읍   | 시점 |
| 하시교               |                             | 단양군 | 매포읍   |      |
| 상괴삼거리           | 매포농공단지로              | 단양군 | 매포읍   |      |
| 어상천면연곡리교차로 | 연곡심곡로                  | 단양군 | 어상천면 |      |
| 약물교               |                             | 단양군 | 어상천면 |      |
| 송지교               |                             | 단양군 | 어상천면 |      |
| 연곡교               |                             | 단양군 | 어상천면 |      |
| 모실교               |                             | 단양군 | 어상천면 |      |
| 연곡삼거리           | 지방도 제532호선 (의병대로) | 단양군 | 어상천면 |      |
| 응골교               |                             | 단양군 | 어상천면 |      |
| 연곡2리삼거리        | 중거리대전로                | 단양군 | 어상천면 |      |
| 사고개               |                             | 단양군 | 어상천면 |      |
| 어상천입구교차로     | 지방도 제519호선 (어상천로) | 단양군 | 어상천면 |      |
| 임현교               |                             | 단양군 | 어상천면 |      |
| (교차로 이름 미상)   | 지방도 제519호선 (어상천로) | 단양군 | 어상천면 | 종점 |
| 어상천로 와 직결     |                             |        |          |      |